# Antonio Abuchaim
Antonio Abuchaim, comumente referido como Pastor Abuchaim (Itajobi, São Paulo, 23 de outubro de 1919 — Recife, 08 de julho de 1992), foi um pregador Batista Reformado Brasileiro.
Centrado no Novo nascimento pela obra de Cristo na Cruz e na vida Cristocêntrica, focalizava em assuntos de suas pregações e livros como oração e avivamento. Sendo conhecido pela sua ênfase na pregação da palavra da cruz: "Que traz a revelação da morte inclusiva de Cristo na cruz, onde atraiu a todos para si em sua morte, proporcionando a morte da velha criatura adâmica e promovendo o novo nascimento pela ressurreição de Cristo".

## Biografia
Nascido em Itajobi no estado de São Paulo, filho de libaneses trabalhou como comerciante junto com o pai até seus 17 anos de idade. Foi naquele momento que conheceu o Evangelho e recebeu o chamado para o ministério pastoral. Foi expulso de sua casa por causa da fé cristã. Em 1941, foi ordenado pastor e assumiu a igreja em Lavínia, estado de São Paulo. Anos mais tarde foi para o estado do Mato Grosso, onde trabalhou no ministério itinerante, implantando igrejas. Decorridos alguns anos, foi pastorear no estado do Paraná, iniciou um trabalho evangelista junto a comunidades ribeirinhas através de vias fluviais, ficando nesse trabalho por 28 anos, atendendo cerca de 130 ilhas do rio Paraná, onde moravam famílias desprovidas de quase tudo. Mais tarde mudou-se para a cidade de Londrina, onde continuou a atuar como missionário.

A grande mudança que iria revolucionar a vida e o ministério do pastor Antonio, se deu no ano de 1949. Ele era pastor de uma Igreja Batista em Bauru, e tinha como co-pastor um missionário da Letônia. Naquela época, o pastor Antonio Abuchaim, ainda jovem, tinha grandes conflitos em relação aos pecados, pois acreditava que o homem era capaz por si só de se livrar deles.

Através do pastor Arvido Ackmann, que ouviu e entendeu pela primeira vez o capítulo 6 de Romanos. Após ler Romanos 6.1-2 Que diremos, pois? Permaneceremos no pecado, para que seja a graça mais abundante? De modo nenhum! Como viveremos ainda no pecado, nós os que para ele morremos?

O texto de Romanos foi se descortinando para ele, então pôde crer no poder do Evangelho. O pastor Antonio Abuchaim começou a experimentar a morte do velho homem e viver uma vida de vitória, a partir da vida de Cristo. Aos poucos, foi se desvencilhando da lógica da religião que dominava a sua vida e ministério e foi descobrindo as riquezas da graça. Sobre isso ele escreveu, no livro Barro em Suas Mãos

Entre os que foram influenciados por Abuchaim, estão Glenio Paranaguá, Sinval Teófilo Silva e Elizeu Olak

Em seus ensinos e livros, Abuchaim pregou sobre a necessidade do Novo Nascimento livrando o homem da velha natureza. Expôs também a problemática religião humanista e tal como Martinho Lutero, Abuchaim dava muita importância para o louvor, acreditava que os cânticos e os hinos eram formas dos regenerados expressarem a alegria de suas convicções de fé.

Um contemporâneo seu, o pastor Enéas Tognini referiu-se a ele com as seguintes palavras: "Pastor Abuchaim é homem de oração, profundo conhecedor da Bíblia, que ama-a e interpreta-a como poucas pessoas o podem fazer neste mundo".

Segundo o pastor Antonio Abuchaim, as doutrinas essenciais do Novo Testamento são:

1. A natureza depravada e corrupta do homem;
2. O poder transformador da regeneração;
3. O estado de Santidade que alcançamos, por meio da identificação com a vida de Cristo.

Dentre suas obras escritas se destacam os livros Importa Renascer, Ministro Salva-te a Ti Mesmo e o Barro em Suas Mãos.

## Morte
No dia 8 de Junho de 1992, na cidade de Recife, o seu cansado coração parou. Por 17 anos, o velho pastor Abuchaim pregou somente a Palavra que aponta para nossa inclusão na morte e ressurreição em Cristo. Ele deu ênfase ao papel da experiência na vida do crente.
Se a morte e a ressurreição de Jesus não se tornasse experiência, o coração continuava sendo dominado pela velha natureza. Ele dizia: o evangelho desbotado, sem a doutrina experimental do novo nascimento, tem sido a causa da perdição eterna de muitas almas preciosas. Aumenta o número de indivíduos convencidos, mas sem regeneração, e multiplicam as igrejas proselitistas, mas sem o poder de real transformação.